# 紺谷典子
紺谷 典子（こんや ふみこ、1944年9月3日 - ）は、日本のエコノミスト。東京都出身。専門は数量経済学、証券経済学、企業金融論。

## 来歴
- 1968年 - 都立新宿高等学校を経て、 早稲田大学第一文学部史学科東洋史専修卒業[1]。日本証券経済研究所研究員[1][2]。
- 1984年 - 日本証券経済研究所主任研究員[1]（ - 2004年）。
  - この間、国際基督教大学教養学部（財務管理論）[1]・上智大学経済学部（資本市場論）[1]・お茶の水女子大学生活科学部（生活と金融）[1]で非常勤講師を務めたほか、大蔵省・労働省・通産省・建設省などの審議会委員、テレビ・ラジオのコメンテーターを務める。
- 2005年 - 国民新党副代表兼政策委員長[3]（ - 2006年[要出典]）。
- ボランティア組織「女性投資家の会」代表幹事[2]を務めている。

## 著書

### 単著
- 『平成経済20年史』(幻冬舎 2008年)

### 共著
- 「証券アナリスト」 ISBN 4828387021
- 「金融技術と電力」 ISBN 493098663X

## 連載
- 小林よしのりが編集長を務める季刊『わしズム』誌に「経済時評」を連載。